# Galaktooligosaharid
Galaktooligosaharidi (GOS, oligogalaktozillaktoza, oligogalaktoza, oligolaktoza, transgalaktooligosaharidi (TOS)) pripadaju u grupu prebiotika, zbog njihove nesvarljive prirode. Prebiotici se definišu kao nesvarljivi sastojci hrane, koji blagotvorno utiču na domaćina tako što stimulišu rast i/ili aktivnost korisnih bakterija u crevima. GOS se javlja u komercijalno dostupnim proizvodima kao što su hrana za decu i odrasle, u rasponu od hrane za bebe do keksa do hrane za kritično bolesne.